# 穆拉德·库雷希

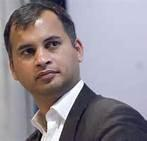
穆拉德·库雷希

穆拉德·库雷希（英语：Murad Qureshi；1965年5月27日—），英国工党政治家，伦敦议会（London Assembly）议员。

## 简历
1965年5月27日，库雷希生于英格兰西北部柴郡的斯托科普市。1965年7月，他的父母因为工作原因居家迁移到英国首都伦敦，所以库雷希成长于伦敦市中心的西敏市。
库雷希早年就读昆廷凱納斯頓學校（Quintin Kynaston School；相当于中学），大学本科就读于东安格里亚大学。库雷希并于伦敦大学学院获得环境经济学硕士学位（MSc）。
库雷希是孟加拉裔。他的家庭非常热衷政治。库雷希的父亲穆叙塔克·库雷希（Mushtaq Qureshi）也是一位出名的政治家，并是西敏市的工党籍市议员。库雷希的妹妹帕普娅·库雷希（Papya Qureshi）女成父道，也是西敏市的工党籍市议员。

## 逸事
库雷希也经常为《中国日报》英文版供稿。